# Акт о защите Америки (2007)
Акт о защите Америки (англ. Protect America Act of 2007, PAA) — спорная поправка к Акту о негласном наблюдении в целях внешней разведки (FISA), который был принят как закон подписью президента США Джорджа Буша 5 августа 2007 года. Акт отменил необходимось наличия судебного ордера для осуществления государственного надзора за иностранными разведывательными целями, в части которых имеются «разумные основания полагать» их нахождение вне Соединенных Штатов. Акт о внесении поправок FISA 2008 года повторно санкционировал многие положения Акта о защите Америки в Разделе VII FISA.

## История
В декабре 2005 г. в New York Times была опубликована статья, в которой описывалась программа безосновательной слежки за телефонными разговорами на территории США, заказанная администрацией Буша и осуществляемая Агентством национальной безопасности в сотрудничестве с крупными телекоммуникационными компаниями с 2002 г. (в последующей статье Bloomberg было выдвинуто предположение, что прослушка могла начаться уже в июне 2000 г.). Многие критики утверждали, что программа администрации по надзору без санкции является нарушением Четвертой поправки к Конституции США, запрещающей обыск без санкции, и уголовным нарушением FISA.
Администрация Буша утверждала, что требования FISA в отношении ордеров были косвенным образом заменены последующим принятием Разрешения на использование военной силы против террористов, и что неотъемлемые полномочия президента, в соответствии со Второй статьей Конституции, на осуществление международной разведки превосходили статут FISA. Однако решение Верховного суда по делу Хамдан против Рамсфельда поставило под сомнение законность этого аргумента.
28 июля 2007 г. президент Буш объявил, что его администрация внесла в Конгресс законопроект о внесении поправок в FISA. Он предположил, что действующий закон «сильно устарел» — несмотря на поправки, принятые в октябре 2001 года — и его действие не покрывает одноразовые сотовые телефоны и интернет коммуникации. Буш также заявил, что законопроект, который он представил Конгрессу, будет касаться этих новых технологий, а также восстановит «первоначальную направленность FISA» на защиту частной жизни людей в Соединенных Штатах, «поэтому нам не нужно получать судебные постановления для эффективного сбора иностранных разведывательных данных об иностранных целях, находящихся заграницей». Он попросил, чтобы Конгресс принял закон до своего перерыва в августе 2007 года, заявив, что «каждый день, когда Конгресс откладывает принятие этих реформ, увеличивает опасность для нашей страны. Наше разведывательное сообщество предупреждает, что в соответствии с действующим законом нам не хватает значительной части данных внешней разведки, которые мы должны собирать, чтобы защитить нашу страну».
Законопроект изменил первоначальный Акт 1978 года во многих отношениях, в том числе:

### Требования к ордерам и уведомлениям
Законопроект внес поправки в FISA, заменив требование о выдаче ордера на ведение наблюдения системой внутреннего контроля АНБ.
Законопроект требовал уведомления суда FISA о необоснованном наблюдении в течение 72 часов с момента получения разрешения. Законопроект также требовал, чтобы была отправлена «запечатанная копия разрешения», которая «оставалась бы запечатанной, если только разрешение не требуется для определения законности его получения».

### Внутренняя прослушка
Законопроект позволял осуществлять мониторинг всех электронных сообщений «американцев, которые общаются с иностранцами, которые являются объектами расследований США в части терроризма» без постановления суда или надзора, при условии, что он не нацелен на одного конкретного человека, «который, как считается, находится» внутри страны.

### Иностранная прослушка
Закон отменил требование о выдаче ордера FISA для любых коммуникаций, связанных с иностранцами, даже если коммуникация включала в себя принимающую или отправляющую сторону на территории США; все коммуникации только между иностранцами также были исключены из требований ордера.
Эксперты утверждали, что это обманом открыло путь для внутреннего шпионажа, учитывая, что многие внутренние коммуникации в США проходили через территории за пределами США в силу старых конфигураций телефонной сети.

### Мониторинг данных
В законопроекте был рассмотрен мониторинг данных, связанных с общением американцев с лицами (гражданами США и негражданами) за пределами Соединённых Штатов, которые являются объектами сбора разведывательной информации правительством США. Акт о защите Америки отличался от FISA тем, что для применения закона не требовалось обсуждения оценки действий или личности цели (например, для получения ордера на наблюдение FISA требовалось определение агента Суда по надзору за внешней разведкой США (FISC)).